# Groffliers
Groffliers – miejscowość i gmina we Francji, w regionie Hauts-de-France, w departamencie Pas-de-Calais.
Według danych na rok 1990 gminę zamieszkiwały 1324 osoby, a gęstość zaludnienia wynosiła 164 osób/km² (wśród 1549 gmin regionu Nord-Pas-de-Calais Groffliers plasuje się na 477. miejscu pod względem liczby ludności, natomiast pod względem powierzchni na miejscu 445.).